# Nonciature apostolique au Rwanda
La nonciature apostolique au Rwanda constitue la représentation officielle du Saint-Siège à Kigali, où réside le nonce apostolique. L'actuel nonce apostolique est l'archevêque Arnaldo S. Catalan, qui est nommé à ce poste par le pape François le 31 janvier 2022.
La nonciature apostolique auprès de la République du Rwanda est un office ecclésiastique de l'Église catholique, ayant rang d'ambassade. Le nonce représente à la fois le Saint-Siège auprès du président du Rwanda et assure le rôle de délégué, servant de lien entre la hiérarchie catholique rwandaise et le pape.

## Histoire
Après avoir assuré la représentation de ses intérêts par différentes délégations, le Saint-Siège établit sa nonciature au Rwanda le 6 juin 1964.

## Nonces apostoliques au Rwanda depuis 1949
- Pietro Sigismondi (en) (16 décembre 1949 – 27 septembre 1954), également archevêque titulaire de Néapolis-en-Pisidie (de)
- Vito Roberti (en) (13 octobre 1962[2] – 15 août 1965[3]), également archevêque titulaire de Constantia-en-Scythie (de)
- Jean Émile André Marie Maury (11 juin 1965 – 1967), également archevêque titulaire de Laodicée-en-Phrygie (de)
- Amelio Poggi (en) (27 mai 1967[4] – 27 novembre 1969[5]), également archevêque titulaire de Cercina (de)
- William Aquin Carew (en) (27 novembre 1969 – 10 mai 1974), également archevêque titulaire de Telde (de)
- Nicola Rotunno (en) (7 janvier 1975[6] – 13 avril 1978), également archevêque titulaire de Minora (de)
- Thomas A. White (en) (27 mai 1978 – 1er mars 1983), également archevêque titulaire de Sebana (de)
- Giovanni Battista Morandini (30 août 1983 – 12 septembre 1990), également archevêque titulaire de Numidie (de)
- Giuseppe Bertello (12 janvier 1991 – mars 1995), également archevêque titulaire d'Urbs Salvia (de)
- Juliusz Janusz (25 mars 1995 – 26 septembre 1998), également archevêque titulaire de Caprulae (de)
- Salvatore Pennacchio (28 novembre 1998 – 20 septembre 2003), également archevêque titulaire de Montemarano (it)
- Anselmo Guido Pecorari (29 novembre 2003 – 17 janvier 2008), également archevêque titulaire de Populonia (de)
- Ivo Scapolo (17 janvier 2008 – 15 juillet 2011), également archevêque titulaire de Thagaste (de)
- Luciano Russo (16 février 2012 – 14 juin 2016), également archevêque titulaire de Monteverde (de)
- Andrzej Józwowicz (18 mars 2017 – 28 juin 2021), également archevêque titulaire de Lauriacum (de)
- Arnaldo Catalan (en) (31 janvier 2022 – présent[7]), également archevêque titulaire d'Apollonie (de)

## Voire aussi